# Skum of the land
Skum of the Land är det fjärde albumet av det svenska punkbandet Skumdum, utgivet 2005. Det var deras första album med sångtexter på engelska.

## Låtlista
1. "I Gotta Go" - 1:36
2. "A Big Disgrace" - 2:05
3. "War Is Money" - 2:31
4. "Your Way" - 2:51
5. "Take a Stand" - 2:29
6. "Same Old Song" - 2:40
7. "Impeccable" - 2:44
8. "Sober" - 2:55
9. "I Am the King" - 2:53
10. "Different Shades of Gray" - 2:56
11. "El Perro de la Muerte" - 2:10
12. "Tragic Distortion" - 3:01